# Toledo (Urugwaj)
Toledo – miasto w Urugwaju, w departamencie Canelones.